# ابن المؤذن الكرماني
أبو سعد إسماعيل بن أبي صالح المؤذن الكرماني (451 هـ أو 452 هـ — 532هـ) هو فقيه شافعي ومحدث، اشتهر بالكرماني لسكناه بها.

## حياته العلمية
تفقه على أبي المعالي الجويني، وقرأ عليه الإرشاد، وعلى أبي المظفر السمعاني.
سمع من أبيه، وأبي حامد أحمد بن الحسن الأزهري، وأحمد بن عبد الرحيم الإسماعيلي، وشبيب بن أحمد البستيغي، وأبي القاسم القشيري، ومحمد بن أحمد الحفصي، وغيرهم، وأجاز له أبو سعد الكنجروذي.
روى عنه: ابن طاهر القيسراني في معجمه مع تقدمه، وابن عساكر، وأبو موسى المديني، وابن الجوزي، وابن أبي عصرون، وغيرهم.

## وفاته
توفي بكرمان ليلة عيد الفطر، وقال أبو موسى المديني: في أواخر شوال سنة 532 هـ.